# Hesperidvirus aureum
Eurekaviridae ist eine per Metagenomik identifizierte Familie vorhergesagt spindelförmiger Archaeenviren. Derzeit ist nur eine Gattung und Spezies (Art) der Familie bekannt, Hesperidvirus aureum, und diese nur durch ihre exemplarische Genomsequenz (MetSSV1).

## Beschreibung
Das Genom (MAG, metagenome-assembled genome) von Methanosarcina spindle-shaped virus 1 (MetSSV1) wurde als zirkuläres Contig von 17.905 bp (Basenpaaren) assembliert und enthält 30 Offene Leserahmen (ORFs). MetSSV1 weist keine nennenswerte Ähnlichkeit mit anderen beschriebenen Viren in der Nukleotid- oder Protein-Sequenz auf. Genaue Vergleiche zeigten jedoch, dass das Genom von MetSSV1 drei Gene enthält, die zu den Hauptkapsidproteinen (MCPs) von zuvor isolierten spindelförmigen Viren homolog sind, so dass das Virus wahrscheinlich eine spindelförmige Morphologie aufweist. Darüber hinaus wurden (unter anderem) in den Mikrokosmos-Proben spindelförmige Partikel auch per Transmissionselektronenmikroskopie beobachtet.
Das Virusgenom kodiert für eine vermutliche Integrase, was auf die Fähigkeit zur Temperenz hindeutet.
Als Wirte von MetSSV1 werden nach Vorhersage in silico Archaeen der Gattung Methanosarcina angenommen.

## Systematik
Die Systematik der Familie ist mit Stand Anfang April 2025 wie folgt:
Familie Eurekaviridae
- Gattung Hesperidvirus
  - Spezies Hesperidvirus aureum
    - Methanosarcina spindle-shaped virus 1 (MetSSV1)

– Fundort: Mikrokosmos in einer Charge für mesophile anaerobe Vergärung von Lebensmittelabfällen
– Wirt: Archaeen der Gattung Methanosarcina

## Namensherkunft (Etymologie)
Die Namensherkunft der Taxa-Bezeichnungen ist wie folgte:
- Familie Eurekaviridae: Eureka (oder Heureka) ist altgriechisch εὕρηκα oder älter ηὕρηκα ‚ich habe es gefunden‘. Dies ist der Name der meistproduzierten Zitronensorte, ein (etwas versteckter) Hinweis auf die spindel- oder zitronenförmige Morphologie der Viruspartikel.
- Gattung Hesperidvirus: Der Name verweist auf den Garten der Hesperiden (Nymphen der griechischen Mythologie).
- Art-Epitheton aureum: lateinisch aureum ‚golden‘, ein Verweis auf die goldenen Früchte im Garten der Hesperiden, eine Anspielung auf der Farben der Zitronen (auch wenn es heißt, die Früchte im Hesperidengarten seien Äpfel gewesen).